# Campanula petrophila
Campanula petrophila är en klockväxtart som beskrevs av Franz Josef Ivanovich Ruprecht. Campanula petrophila ingår i släktet blåklockor, och familjen klockväxter. Inga underarter finns listade i Catalogue of Life.